# Мтвара (регион)
Мтвара е един от 26-те региона на Танзания. Разположен е в югоизточната част на страната, граничи с Мозамбик и има излаз на Индийския океан. Границата с Мозамбик е формирана от река Рувума. Площта на регион Мтвара е 16 720 км², а населението е около 1,1 млн. души (2002). Столица на региона е град Мтвара.
Регионът обхваща 98 селища от градски тип и 554 села. Населението е основно от племената банту, представени от маконде в окръзите Невала, Тандахимба и Мтвара-селски. Племената маконде представляват 60% от цялото население на региона. Част от окръзите Масаси и Мтвара-селски са населени с народа макуа, а групата яо обитава главно регион Масаси.

## Окръзи
Регион Мтвара е разделен на 5 окръга: Масаси, Невала, Тандахимба, Мтвара-градски и Мтвара-селски. Най-малкият от тях е Мтвара-градски със 163 km2, а най-големият – Масаси с 8940 km2.
Разпределение на територията и населените места по окръзи:
| Окръг          | Площ (km2) | Брой селища от градски тип | Брой села |
| -------------- | ---------- | -------------------------- | --------- |
| Мтвара-градски | 163        | 13                         | 6         |
| Мтвара-селски  | 3597       | 17                         | 101       |
| Невала         | 2126       | 16                         | 130       |
| Тандахимба     | 1894       | 22                         | 103       |
| Масаси         | 8940       | 30                         | 214       |
| Общо           | 16 720     | 98                         | 554       |